# 嘉彌真島

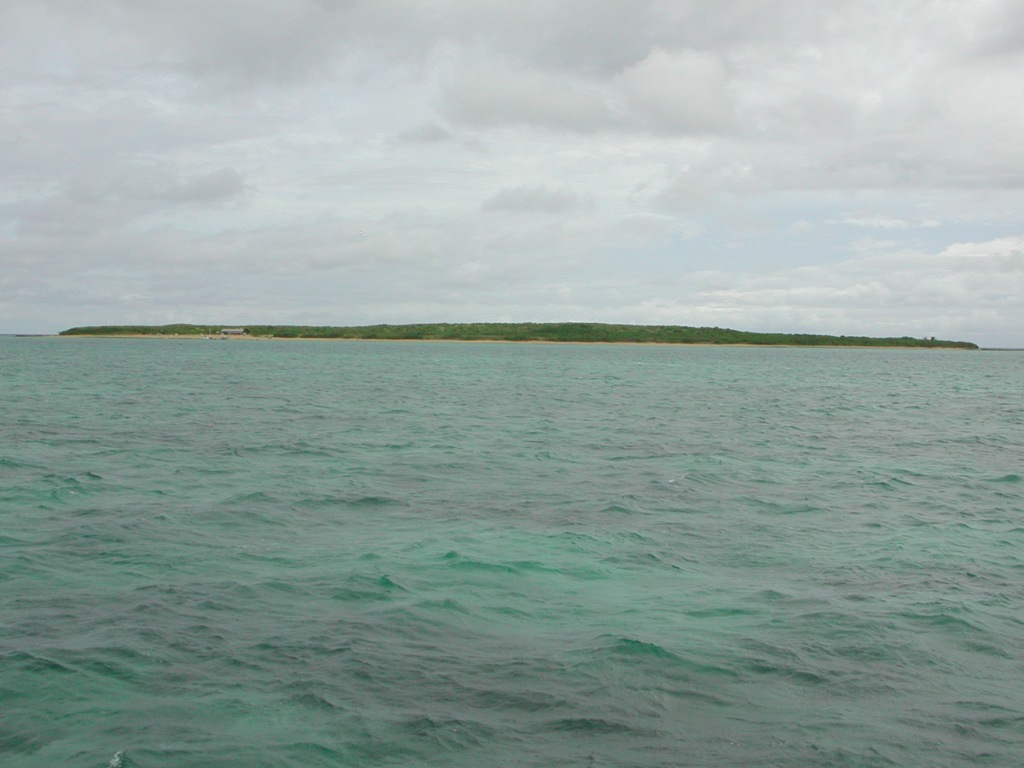
嘉彌真島

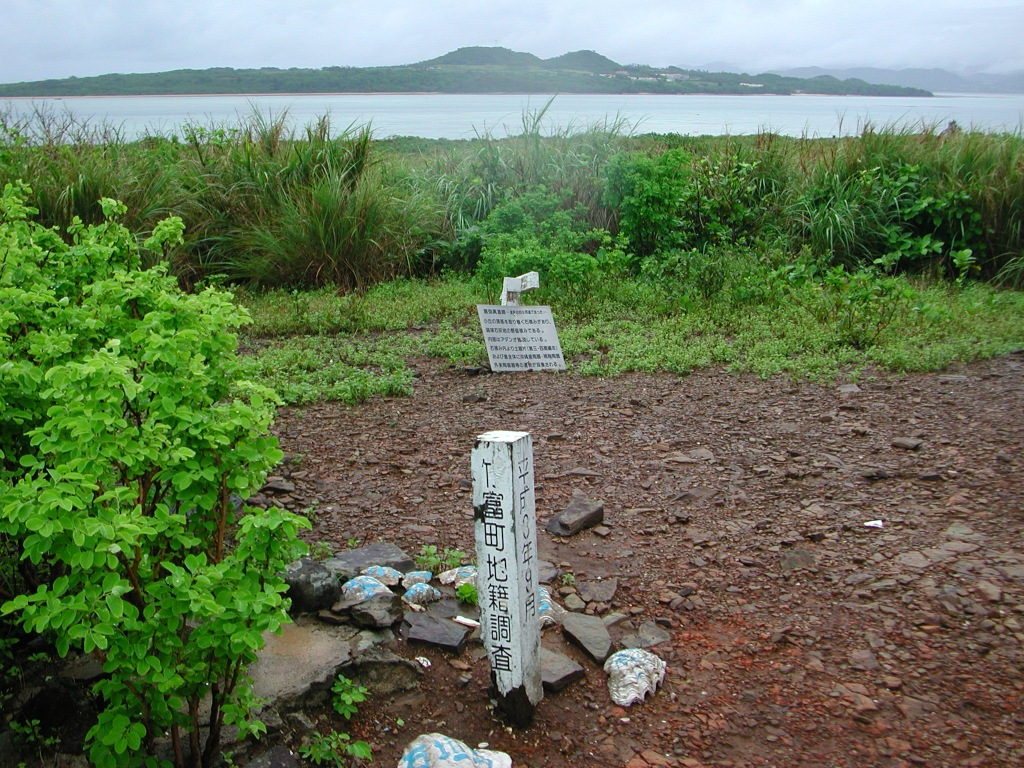
嘉彌真島的「山頂」，可遠眺小濱島。

嘉彌真島（日文：、平假名：、羅馬拼音： Kayama-jima）是屬於日本沖繩縣八重山郡竹富町的荒島。位於北緯24度21分，東經124度0分。

## 概要
位於石垣市西方約15公里，小濱島東北方約2公里，全島被被亞熱帶低草木覆蓋，地勢平坦，島周長約2.5公里，全島屬於石垣市的觀光飯店「宮平飯店」，島上的西南側海岸設有休息所，接受預約前來潛水的旅客。島上有數個步道，步行約15～20分鐘可抵達標高19公尺的「山頂」，並可觀望全島。島上有數百隻野生兔子棲息。
目前雖然是無人島，但在島的山頂區域發現有是石積遺跡，內有土器、沖繩產的陶器和外來陶瓷器。

## 施設
現無人居住，島上有工作人員使用的休息所，白天有販賣便當和飲料，並可租借浮潛用具。此外還有發電機、廁所、淋浴室的設施。

## 交通
必須向宮平飯店預約才可登島；需先從石垣港搭船至小濱港，再改搭旅遊用筏，約10分鐘可抵達。包含登島旅遊費用約為7000日圓～16000日圓。

## 外部連結
- 宮平飯店（页面存档备份，存于）